# L'Automne de l'anarchie
 (novembre 2023).
Si vous disposez d'ouvrages ou d'articles de référence ou si vous connaissez des sites web de qualité traitant du thème abordé ici, merci de compléter l'article en donnant les références utiles à sa vérifiabilité et en les liant à la section « Notes et références ».
Albums de Ludwig von 88
L'Été du no future
(2023) Les quatre saisons : Les Bonus
(2025)
L'Automne de l'anarchie est le douzième album studio du groupe de punk rock français Ludwig von 88. Il sort en novembre 2023, dans le cadre du quarantième anniversaire du groupe (« Quarante ans de punk approximatif »). 
À cette occasion, le groupe publie un titre par semaine chaque vendredi. Cet album regroupe les publications d'octobre à décembre 2023 (saison 4) avec un titre inédit en bonus pour l'édition vinyleet le coffret CD.

## Liste des pistes
1. Jupiter Imperator
2. William Kramps 2, le retour
3. Que Viva La Revolucion
4. Le jour où les hippies
5. Nous, les hommes
6. Force rouge, Force verte
7. La Cumbia Del Pogo
8. Do The Godzilla
9. Réveillez-vous les gens
10. Sigmund Freud au pays des merveilles
11. Sur la route du paradis
12. Punks rébous [exclusivité édition vinyle et coffret CD]
13. Cadavres
14. Tout le monde il aime les Ludwig